# Внори-Вехи
Внори-Вехи (пол. Wnory-Wiechy) — село в Польщі, у гміні Кулеше-Косьцельне Високомазовецького повіту Підляського воєводства.
Населення — 166 осіб (2011).
У 1975-1998 роках село належало до Ломжинського воєводства.

## Демографія
Демографічна структура станом на 31 березня 2011 року:
|          | Загалом | Допрацездатний вік | Працездатний вік | Постпрацездатний вік |
| -------- | ------- | ------------------ | ---------------- | -------------------- |
| Чоловіки | 82      | 20                 | 50               | 12                   |
| Жінки    | 84      | 19                 | 44               | 21                   |
| Разом    | 166     | 39                 | 94               | 33                   |